# Pemphigus latisensorius
Pemphigus latisensorius är en insektsart. Pemphigus latisensorius ingår i släktet Pemphigus och familjen långrörsbladlöss. Inga underarter finns listade i Catalogue of Life.